# 水道メーター

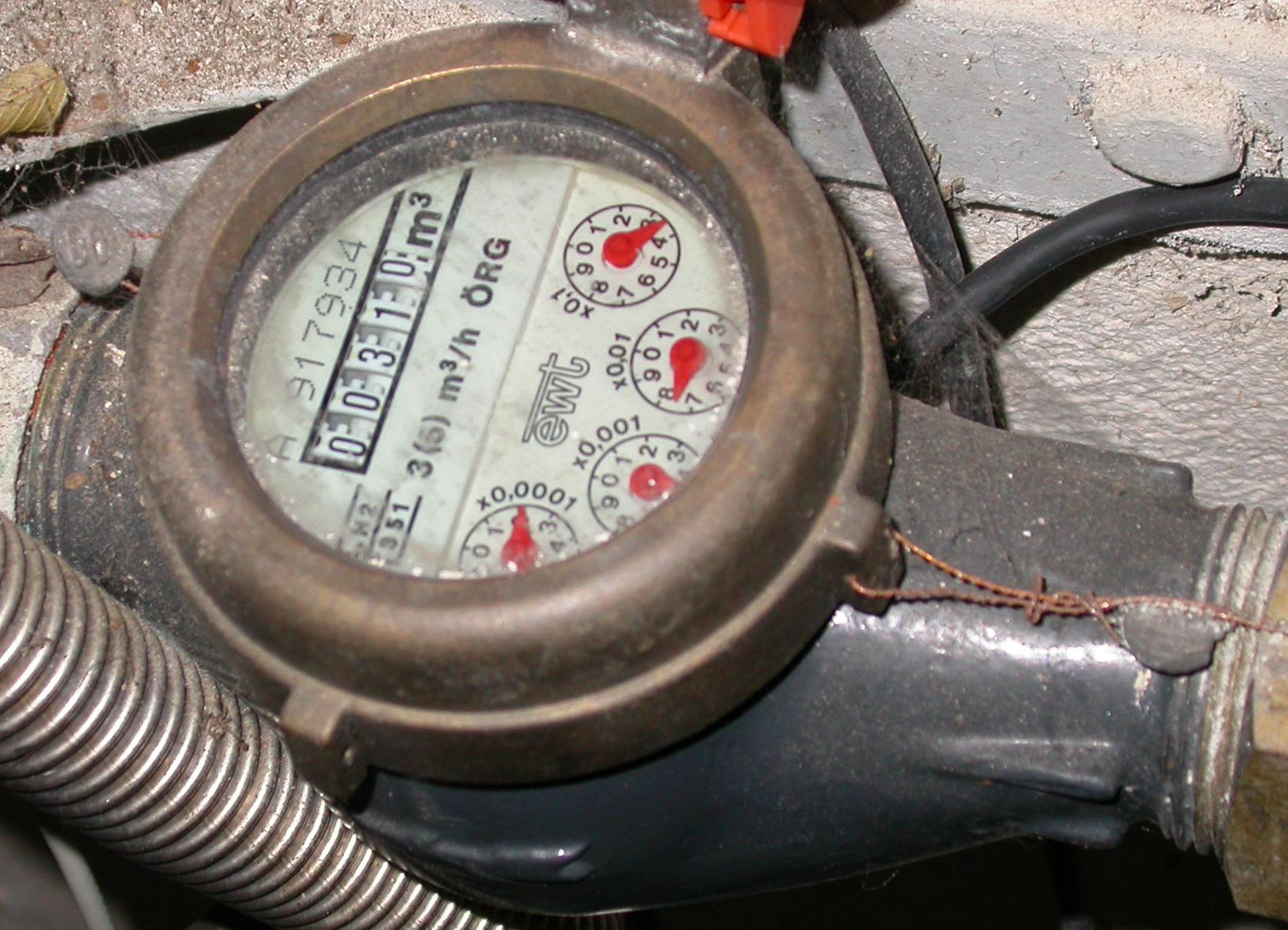
水道メーター

水道メーター（すいどうメーター）とは、水道での水の使用量を記録するための計器。検針や点検の際に用いる。量水器（りょうすいき）ともよばれる。

## 種類

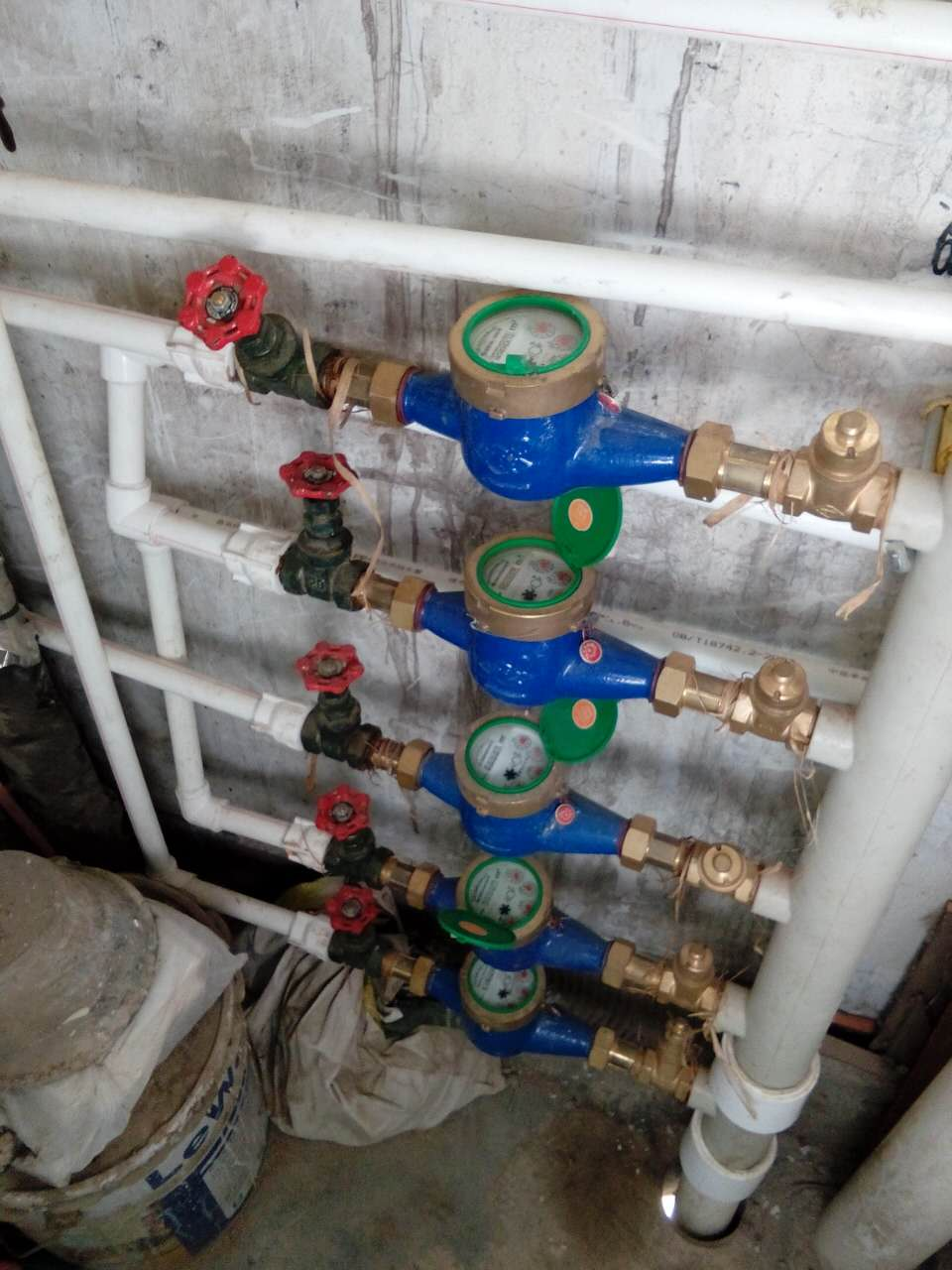
水道メーター

### 直読式
使用水量を立方メートル単位で3桁あるいは4桁のカウンターによって表示し、その下部に円形の目盛に赤い針で表示されるリットル単位のメーターが複数個配置されている方式。使用水量はカウンター部分の数字を左から右へと読む（単位は立方メートル）。

### 円読式
左側に円形の目盛に黒い針で表示される立方メートル単位のメーター、右側に円形の目盛に赤い針で表示されるリットル単位のメーターがそれぞれ複数ずつ配置されている方式。使用水量は黒い針のメーターを、1000立方メートルの目盛（無い場合もある）、100立方メートルの目盛、10立方メートルの目盛、1立方メートルの目盛の順に位ごとに読む（単位は立方メートル）。

## 漏水の確認
水道メーターにつながっている屋内及び屋外に設置されている水栓をすべて閉じた上で、水道メーター内のパイロットマークが回転（あるいはパイロットランプが点滅）している場合、または、赤い針で表示される1リットルのメーターが回り続けている場合には、水道管から漏水していることが考えられる。

## 上水道以外の水道メーター
銭湯や工場など、大量の地下水をくみ上げる事業者によっては、地下水の使用後に下水道に流す場合がある。この際、下水道料金を算出する根拠として、地下水（井戸）のくみ上げ量を測定する水道メーターを設置することがある。
2011年3月11日に起きた東北地方太平洋沖地震に伴う福島第一原子力発電所事故後、保管されていた放射能を含む処理水の海洋放出にあたり、放流管に応じた口径の水道メーターを取り付ける事が決まった。

## 居住実態の確認
都道府県議会議員、市区町村議会議員の被選挙権には、都道府県内または市町村に引き続き3か月以上住所があり、客観的な居住実態があることが要件の一つとなる。
この居住実態の有無を判断する際、水道の使用量（メーター）が拠り所とされることがある。